# Teardrops (Tom Dice)
Teardrops is het debuutalbum van de Vlaamse singer-songwriter Tom Dice, uitgebracht op 30 april 2010. Het album werd voorafgegaan door twee singles: een akoestische versie van de Leona Lewis-hitsingle Bleeding Love en Me and My Guitar, de inzending voor het Eurovisiesongfestival in Oslo, Noorwegen. Beide singles stonden op een zeker moment in de top 10 van de Ultratop 50.

## Achtergrond
In 2008 nam Dice deel aan het tweede seizoen van X Factor. Na de voorrondes kreeg hij Maurice Engelen als coach en onder zijn leiding werd Dice tweede, na Dirk De Smet. Na X Factor tekende Eeckhout als eerste artiest bij het nieuwe platenlabel van Engelen, SonicAngel. Eind juni 2009 bracht Eeckhout zijn eerste single uit onder zijn artiestennaam Tom Dice. Het betrof Bleeding Love – een akoestische cover van het origineel van Leona Lewis – dat hij eerder had gebracht tijdens een liveshow van X Factor. De single werd met een top-10 notering in de Ultratop niet alleen een succes in eigen land, maar deed het ook goed in Polen. Dankzij het succes van deze single werd hij in september 2009 genomineerd voor een TMF Award in de categorie Beste Jonge Artiest.

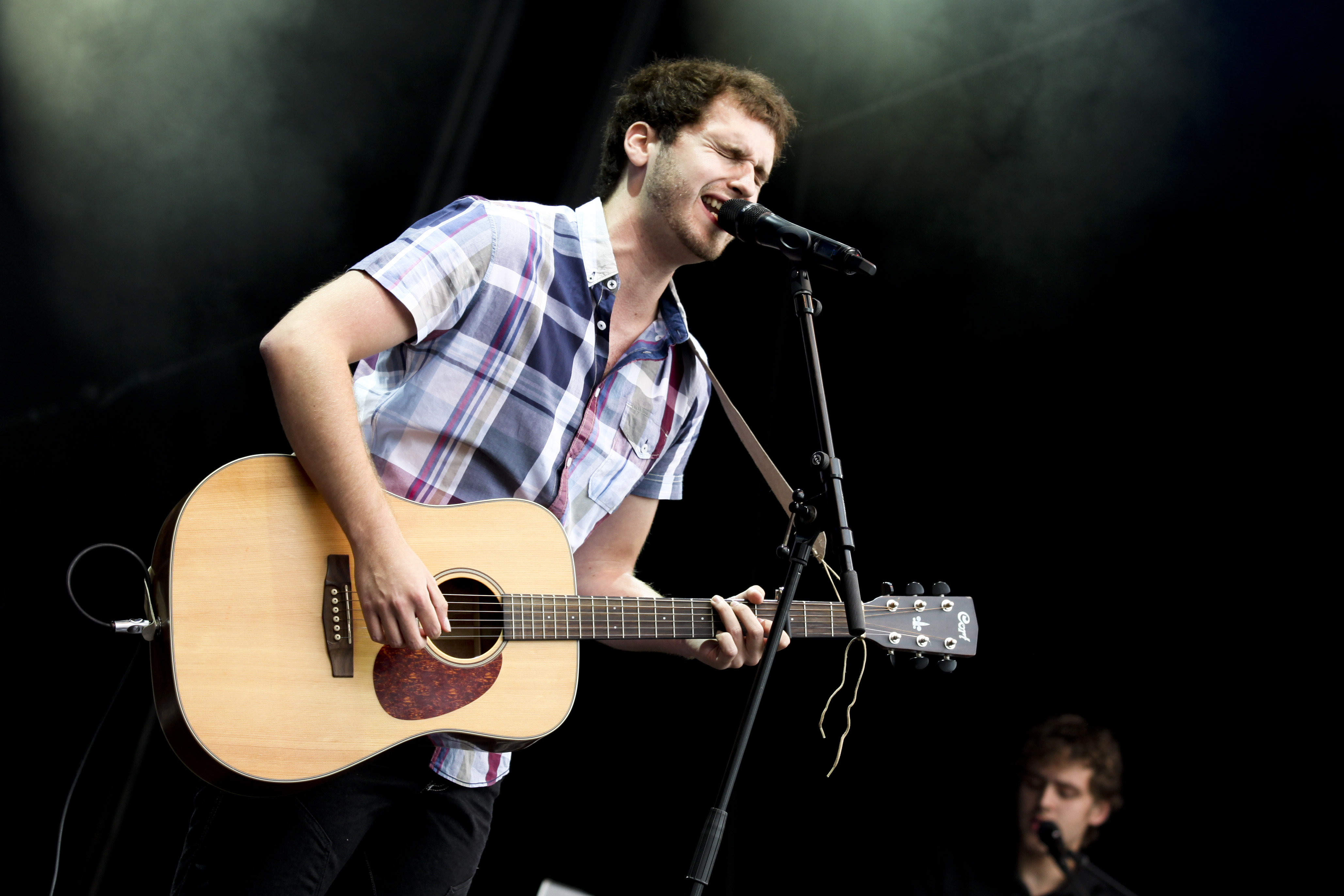
Tom Dice tijdens een optreden op de Gentse Feesten in 2010.

Ondertussen werd er achter de schermen gewerkt aan zijn debuutalbum, waarvoor Dice samenwerkte met Maurice Engelen. Een groot deel van het repertoire zal door Eeckhout zelf worden geschreven. Hij zegt dat hij zich niet zal laten opjagen, omdat hij geen album wil maken dat binnen een korte tijd in elkaar is gezet en vol staat met "slecht opgenomen covers". Het album werd oorspronkelijk voorzien voor oktober 2009, maar liep vertraging op omdat Dice in gesprek was met de VRT voor een eventuele deelname aan het Eurovisiesongfestival. Voorafgaand aan het liedjesfestijn werd bevestigd dat er wel degelijk een album in de maak was, maar men dacht dat het niet van tevoren zou worden uitgebracht.
Echter, begin april 2010 werd bekendgemaakt nog die maand het album Teardrops in de schappen zou liggen. Dice zou het op 29 april exclusief voorstellen tijdens een besloten Session in het filiaal van Free Record Shop in Wilrijk; een dag later werd het album officieel uitgebracht. Op 23 juni 2010 zal Dice zijn eerste grote optreden in Nederland geven; hij staat dan in Paradiso om zijn album voor te stellen. Volgens Dice staat Teardrops voor zowel tranen van verdriet als tranen van geluk. Dice zelf zegt erg trots op zijn album te zijn, daar hij tien van de dertien nummers zelf schreef. Een is een cover (Bleeding Love van Leona Lewis) en twee deed hij in samenwerking met anderen (Me and My Guitar met Johan Swinnen en Ashley Hicklin en Lucy met Tom Helsen). Laatstgenoemde track zal tevens Dice's zomersingle worden; de clip werd reeds opgenomen in Los Angeles, in dezelfde periode waarin ook de clip van Me and My Guitar werd opgenomen. Overigens won Dice de eerste halve finale van het Eurovisiesongfestival in Oslo en werd hij zesde in de finale.
In november werd A Thousand Years uitgebracht. De single wordt meteen internationaal uitgebracht, onder meer in Duitsland. Ter promotie toert Dice opnieuw door Duitsland; de geplande tour in Nederland wordt uitgesteld tot februari 2011. De single geldt als een voorbode voor de release van de limited edition van Teardrops. Op dit herziene album staan drie nieuwe tracks, Questions & Scars, de single A Thousand Years en de akoestische versie van Bleeding Love. Deze laatste zal worden uitgebracht als single in Frankrijk.
Teardrops heeft inmiddels de gouden status bereikt en is naast België verkrijgbaar in Nederland, Duitsland en Frankrijk.

## Tracklist
1. 'Start Without the Ending' (T. Eeckhout) — 1:02

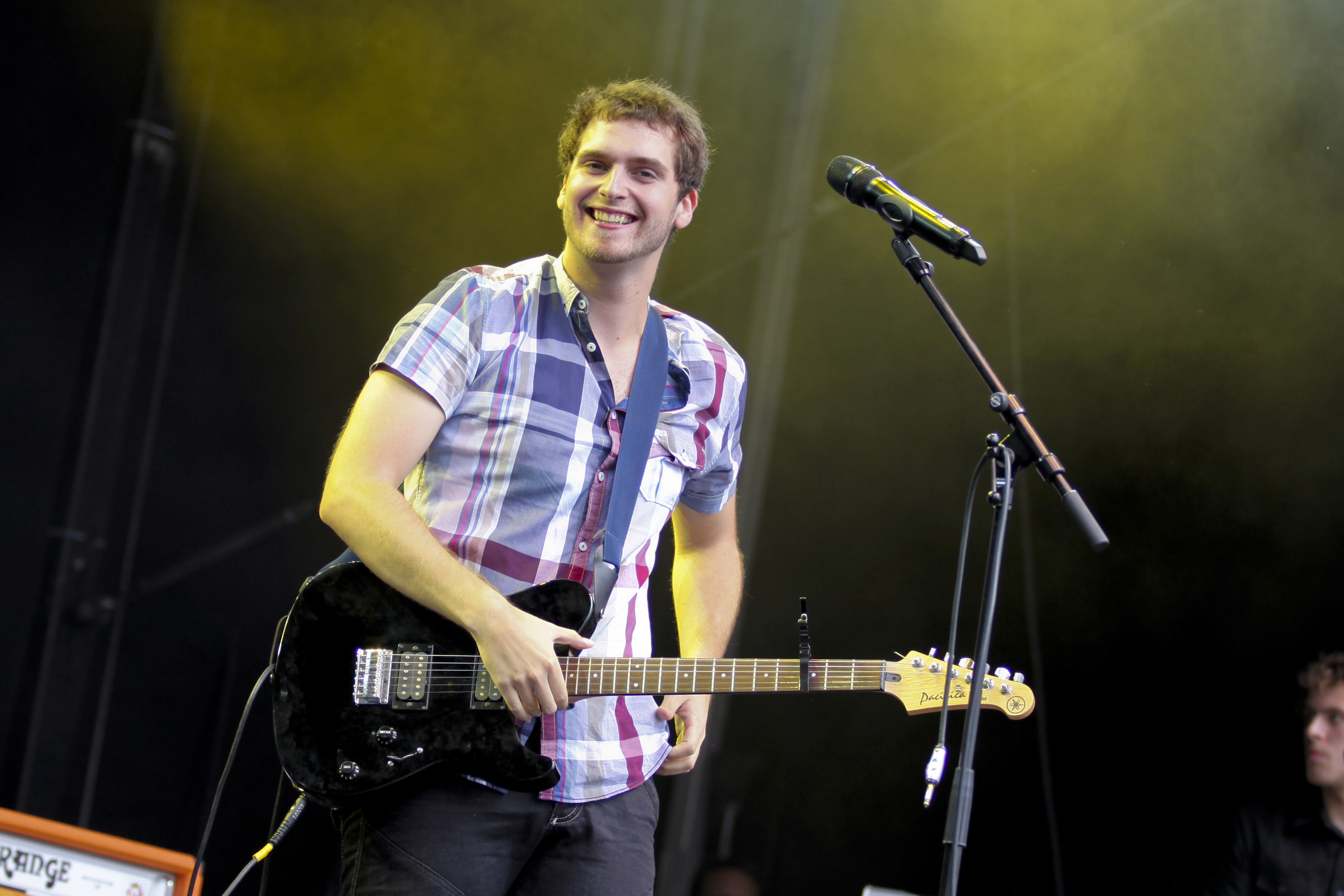
Tom Dice tijdens een optreden op de Gentse Feesten in 2010.

2. 'Me and My Guitar' (T. Eeckhout, J. Swinnen, A. Hicklin) — 03:01
3. 'Lucy' (T. Eeckhout, T. Helsen) — 3:00
4. 'Too Late' (T. Eeckhout) — 3:14
5. 'A Soldier for his Country' (T. Eeckhout) — 4:08
6. 'Carrying Our Burden' (T. Eeckhout) — 3:17
7. 'Murderer' (T. Eeckhout) — 3:22
8. 'Why?' (T. Eeckhout) — 3:11
9. 'Forbidden Love' (T. Eeckhout) — 3:48
10. 'Always and Forever' (T. Eeckhout) — 3:29
11. 'Broken' (T. Eeckhout) — 3:55
12. 'Miss Perfect' (T. Eeckhout) — 4:38
13. 'Bleeding Love' (J. McCartney, R. Tedder) — 3:24

Bonustracks Limited Edition
1. 'A Thousand Years' (T. Eeckhout) — 4:00
2. 'Bleeding Love' (accoustic) (J. McCartney, R. Tedder)
3. 'Questions & Scars' (T. Eeckhout) —

## Hitnotering

### VlaamseUltratop 100Albums
| Hitnotering: 08-05-2010 t/m | Hitnotering: 08-05-2010 t/m | Hitnotering: 08-05-2010 t/m | Hitnotering: 08-05-2010 t/m | Hitnotering: 08-05-2010 t/m | Hitnotering: 08-05-2010 t/m | Hitnotering: 08-05-2010 t/m | Hitnotering: 08-05-2010 t/m | Hitnotering: 08-05-2010 t/m | Hitnotering: 08-05-2010 t/m | Hitnotering: 08-05-2010 t/m | Hitnotering: 08-05-2010 t/m | Hitnotering: 08-05-2010 t/m | Hitnotering: 08-05-2010 t/m | Hitnotering: 08-05-2010 t/m | Hitnotering: 08-05-2010 t/m | Hitnotering: 08-05-2010 t/m | Hitnotering: 08-05-2010 t/m | Hitnotering: 08-05-2010 t/m | Hitnotering: 08-05-2010 t/m | Hitnotering: 08-05-2010 t/m |
| Week                        | 1                           | 2                           | 3                           | 4                           | 5                           | 6                           | 7                           | 8                           | 9                           | 10                          | 11                          | 12                          | 13                          | 14                          | 15                          | 16                          | 17                          | 18                          | 19                          | 20                          |
| --------------------------- | --------------------------- | --------------------------- | --------------------------- | --------------------------- | --------------------------- | --------------------------- | --------------------------- | --------------------------- | --------------------------- | --------------------------- | --------------------------- | --------------------------- | --------------------------- | --------------------------- | --------------------------- | --------------------------- | --------------------------- | --------------------------- | --------------------------- | --------------------------- |
| Nummer                      | 22                          | 13                          | 16                          | 22                          | 6                           | 1                           | 1                           | 3                           | 6                           | 11                          | 15                          | 24                          | 33                          | 33                          | 23                          | 25                          | 21                          | 27                          | 33                          | 39                          |
| Week                        | 21                          | 22                          | 23                          | 24                          | 25                          | 26                          | 27                          | 28                          | 29                          | 30                          | 31                          | 32                          | 33                          | 34                          | 35                          | 36                          | 37                          | 38                          | 39                          | 40                          |
| Nummer                      | 52                          | 66                          | 80                          | 86                          | 97                          | 64                          |                             |                             |                             |                             |                             |                             |                             |                             |                             |                             |                             |                             |                             |                             |